# Prasinocyma albisticta
Prasinocyma albisticta là một loài bướm đêm trong họ Geometridae.